# Giáo đường Do Thái Szydłów

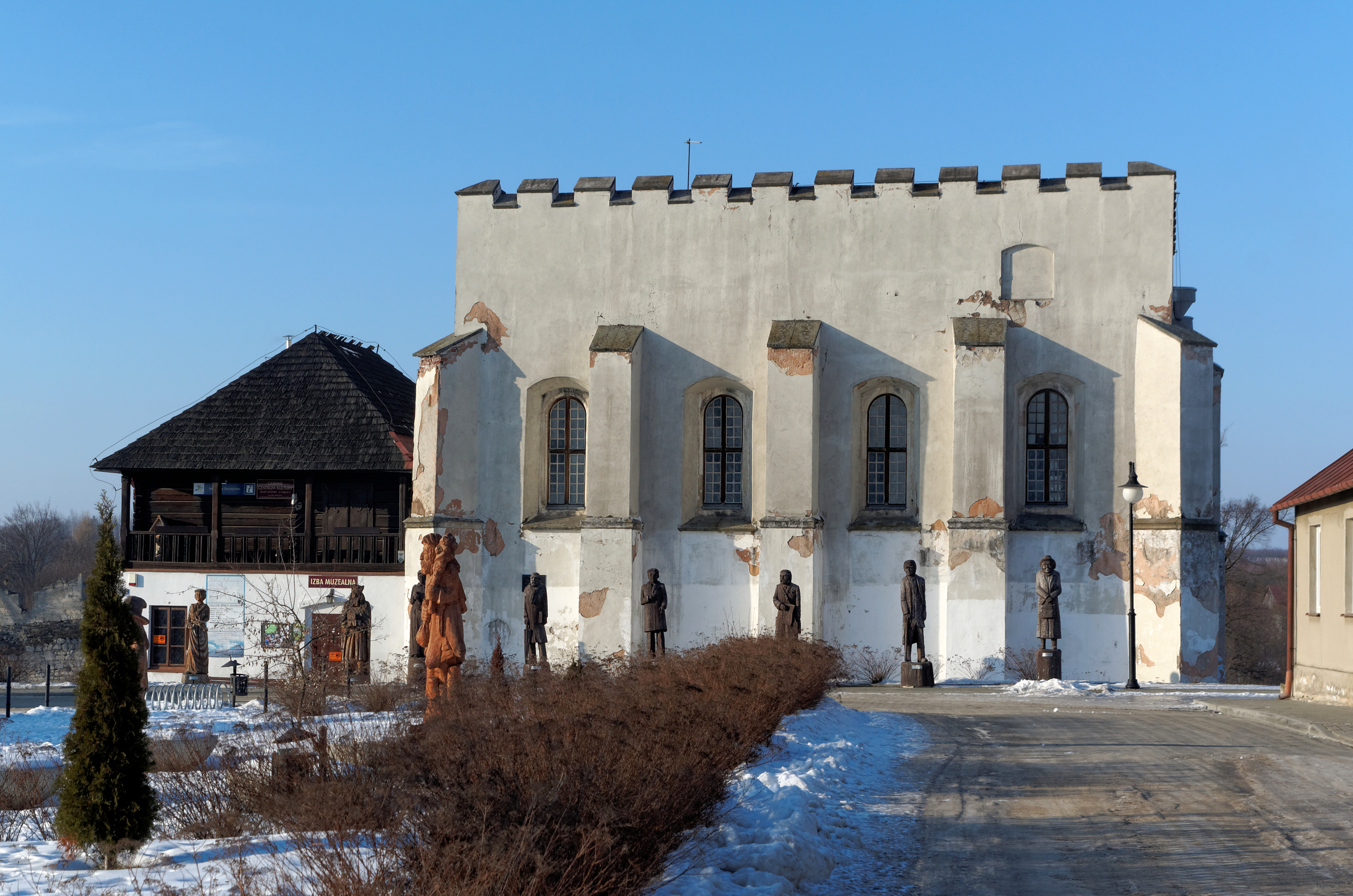
Giáo đường Do Thái Szydłów

Giáo đường Do Thái Szydłów là một giáo đường Do Thái Chính thống ở thị trấn Szydłów, Ba Lan. Nó được xây dựng trong những năm từ 1534 đến 1564 như một giáo đường pháo đài với các trụ nặng ở mọi phía. Giáo đường bị tàn phá bởi Đức quốc xã trong Thế chiến II. Trong chiến tranh, nó phục vụ như một kho vũ khí và thực phẩm. Sau chiến tranh, nó được phục vụ trong một thời gian ngắn như một rạp chiếu phim làng, nhưng cuối cùng đã bị bỏ rơi.
Tòa nhà được cải tạo vào những năm 1960 để sử dụng làm thư viện và trung tâm văn hóa. Phòng trưng bày của phụ nữ phục vụ như một thư viện thị trấn trong khi tầng chính là một trung tâm văn hóa. Năm 1995, thư viện đã bị đóng cửa do cắt giảm ngân sách và tòa nhà đang cần sửa chữa, đặc biệt là mái nhà bị dột. Việc cải tạo đã thay đổi diện mạo bên ngoài của tòa nhà, tuy nhiên nội thất vẫn được giữ nguyên. Công trình nề Torah Ark nguyên bản gắn liền, đặc biệt đáng chú ý.
Bản kiểm kê chính thức đầu tiên của các tòa nhà quan trọng ở Ba Lan, Tổng quan về bản chất của các di tích cổ ở Vương quốc Ba Lan, do Kazimierz Stronczynski dẫn đầu từ năm 1844 đến 1855.